# Убийство на Стефан Стамболов
Убийството на Стефан Стамболов е атентат, при който на 15 юли (3 юли стар стил) 1895 година е смъртно ранен бившият министър-председател и водач на опозицията в България от група македонски дейци.
Нападението е извършено с негласната подкрепа на правителството на Народната партия и на княз Фердинанд I от група проруски ориентирани българи, начело с Наум Тюфекчиев, извършили няколко терористични акта през предходните години.

## Подготовка
В периода след 1887 година, когато е начело на правителството, Стефан Стамболов извежда страната от тежка конституционна криза, утвърждавайки новия княз Фердинанд. Управлението му е съпътствано от множество опити за насилствена смяна на властта, организирани от различни групи, свързани с Русия, която отказва да признае легитимността на правителството и княза.
В началото на 1894 година отношенията на Стамболов с Фердинанд се влошават, което води до отстраняването му от министър-председателския пост. Опасявайки се от политическото му влияние, князът и новото правителство на Константин Стоилов търсят начини за неговото компрометиране. На 24 август Стамболов е арестуван за кратко заради критики към княза в интервю за германски вестник, а след освобождаването му е замерян с камъни на улицата от привърженици на правителството. Военният министър Рачо Петров организира разследване в опит да докаже, че доскорошният министър-председател сам е организирал атентата срещу себе си от 1891 година, когато загива финансовият министър Христо Белчев. Следствието е прекратено след няколко месеца, без да бъдат открити доказателства. Малко по-късно е съставена парламентарна анкетна комисия, оглавявана от Димитър Моллов и включваща други видни противници на Стамболов, която се опитва да докаже престъпна дейност на членове на предходното правителство, но също не постига успех.
Междувременно новото правителство предприема стъпки за нормализиране на отношенията с Русия, но от руска страна многократно е поставян въпросът за риска от връщане на Стамболов на власт. Със своя авторитет пред някои немскоезични вестници, на които продължава да дава интервюта, критични към управлението, Стамболов се превръща в пречка както за правителството, така и за Фердинанд, който се опитва да получи признанието на Русия за своята княжеска титла.
Още през есента на 1894 г. правителството допуска завръщането в София на членове на терористичната група на Наум Тюфекчиев, участвали в атентата срещу Стамболов три години по-рано и в последвалото убийство на българския дипломатически представител в Цариград Георги Вълкович. Самият Тюфекчиев пристига под чуждо име в София през октомври и малко по-късно е арестуван, но по нареждане от правителството е освободен, след което живее в града, без да се укрива. Външният министър Григор Начович се застъпва за него и отказва да го екстрадира в Османската империя, където е осъден задочно на 15 години затвор за убийството на Вълкович. Малко след него в града се установяват и участвалият в предишния атентат срещу Стамболов Михаил Ставрев (Халю), както и близките до Тюфекчиев Боне Георгиев и Атанас Цветков (Талю). Димитър Ризов, друг участник в първия атентат, също е в София, като князът отбелязва в личната си документация намерението си да се срещне лично с него и Наум Тюфекчиев.
Необезпокоявани от властите, заговорниците многократно обявяват публично намерението си да убият Стамболов. Самият той очаква такова развитие на събитията и през април предава на кореспондента на германски вестник запечатан плик, описващ относително точно начина, по който ще бъде убит – от група, оглавявана от Наум Тюфекчиев и финансирана от Григор Начович. Стамболов, страдащ от изострящ се захарен диабет, прави опит да замине на лечение в Австро-Унгария, но не получава разрешение от правителството и княза. Никола Обретенов му предлага да организира нелегално напускане на страната, но той отказва.
Още през пролетта групата на Тюфекчиев прави няколко опита да нападне Стамболов, докато той ловува в околностите на София, но това се оказва трудно, тъй като той се движи в голяма група, често включваща и чужди дипломати. По тази причина те решават да извършат атентата на улица „Раковска“, където Стамболов често се разхожда между дома си и Юнион клуб.

## Извършване
Самото убийство е извършено вечерта на 15 юли. Към 19:50 часа Стамболов излиза от Юнион клуб и се качва на файтон, заедно със своя приятел и политически съратник Димитър Петков и с личния си телохранител Гунчо. Файтонджията Мирчо Ацов е замесен в заговора и специално изчаква пред клуба. Малко след потеглянето пред файтона се появяват Боне Георгиев и Халю, а малко след това и Талю, като Георгиев стреля по файтона, а Халю изважда ятаган и бързо се насочва към него. Файтонджията спира файтона, а полицаите, разположени пред Юнион клуб, бързо се отдалечават от мястото. Стамболов скача от файтона, след което Мирчо Ацов потегля, откарвайки Димитър Петков и телохранителя в съседната улица „Стефан Караджа“.
Стамболов побягва по „Раковска“ обратно към Юнион клуб, но Халю го настига. Когато прави опит да стреля по нападателя си, той посича ръката му, след което го събаря на земята и заедно с другите нападатели започват да го удрят по главата, тъй като знаят, че Стамболов обикновено излиза с предпазна ризница под дрехите си. Когато Гунчо и Димитър Петков се връщат на „Раковска“ нападателите се разбягват. Гунчо започва да гони Халю, като го ранява с пистолета си във врата, но е задържан от двама полицаи, които помагат на атентатора да избяга. Халю и Талю побягват по улиците на югоизток и изчезват в Перловец, а Боне Георгиев се оттегля с файтона на Мирчо Ацов.
Междувременно Димитър Петков откарва Стамболов с файтон в дома му. Цялото лице на Стамболов е насечено, двете му ръце са почти напълно отсечени, а дясното му око е извадено. Въпреки това той е в съзнание и обвинява за атентата Халю, Наум Тюфекчиев и княз Фердинанд. Раните са тежки, а състоянието му допълнително се влошава от диабета. След леко подобрение на 16 юли, Стефан Стамболов умира в 3:35 часа на 18 юли 1895 г.

## Разследване
Още в началото на разследването в близост до местопрестъплението са открити оръжията на извършителите – ятаган, дълъг нож и револвер, които следствието свързва с търговеца на оръжие Наум Тюфекчиев. Задържани са Тюфекчиев, Мирчо Ацов, Боне Георгиев и двамата полицаи, охранявали Юнион клуб, а Халю е издирван, но успява да се укрие. Преди да бъде освободен под гаранция, Тюфекчиев пише до външния министър Григор Начович, че успешно са свършили „оная работа“ и го моли за по-бързо освобождаване.
Междувременно княз Фердинанд и правителството публично обявяват, че престъплението е извършено като лично отмъщение и няма политически характер. За да предотврати обвиненията срещу Тюфекчиев, Начович подтиква османското правителство да поиска неговата екстрадиция във връзка с убийството на Георги Вълкович в Цариград.
Съдебното дело за убийството се гледа от Софийския окръжен съд под председателството на Георги Пасаров през декември 1896 година. Обвиняеми са Боне Георгиев, Михаил Ставрев (Халю) и Атанас Цветанов (Талю) като извършители, Наум Тюфекчиев като подбудител и Мирчо Ацов като съучастник. Халю и Талю се съдят задочно, тъй като успяват да напуснат страната. Присъдите са произнесени на 13 февруари 1897 година. Наум Тюфекчиев и Мирчо Ацов са осъдени на по три години затвор за помагачество, Боне Георгиев е оправдан, а присъди срещу Халю и Талю не са произнесени, тъй като отсъствието им е попречило на разследването. На 24 март 1898 година Софийският апелативен съд отменя присъдата на Наум Тюфекчиев.
През 1900 година Халю се връща в София и се опитва да изнудва братя Тюфекчиеви, обвинявайки ги, че са спрели обещаната му издръжка. В края на 1901 г. той е арестуван и в края на 1902 г. е осъден на смърт от Софийския окръжен съд. Присъдата е обжалвана в Софийския апелативен съд, който на 14 април 1914 г. я заменя с 15 години затвор и Ставрев е изпратен в Шуменския затвор.

## Последствия
Атентатът срещу Стефан Стамболов шокира чуждия печат, особено в немскоезичните страни, където се появяват коментари, свързващи убийството с княза и правителството. В същото време още в деня след нападението българската делегация, намираща се в Санкт Петербург и поставяща си за цел признаването на княза от Русия, получава покана за дълго отлаганата аудиенция при император Николай II.